# سرزمین خورشید
سرزمین خورشید فیلمی به کارگردانی و نویسندگی احمدرضا درویش محصول سال ۱۳۷۵ است.

## خلاصه داستان
با شروع جنگ، بیمارستانی در خرمشهر به محاصره دشمن درمی آید و از هوا و زمین مورد هجوم قرار می‌گیرد. محمد جهان آرا، فرمانده جوان سپاه خرمشهر، پیشنهاد می‌کند مجروحان و پزشکان با یک آمبولانس و لندرور، به دنبال جیپ به غنیمنت گرفته شده که در آن رزمندگان راه را باز می‌کنند، از بیمارستان خارج شوند. در شهر، نیروهای عراقی که در حال تسخیر شهر هستند، مقابل آنها ظاهر می‌شوند و رزمندگان برای نجات دادن سرنشینان آمبولانس و لندرور، با عراقی‌ها درگیر می‌شوند و کشته می‌شوند و سرنشینان لندرور نیز به اسارت گرفته یا کشته می‌شوند. سرنشینان آمبولانس که نجات یافته‌اند، در اطراف شهر سرگردان می‌شوند و راه را گم می‌کنند. در میان آنها، راننده آمبولانس، دکتر کسری، یک ناخدا، یک زن که شوهرش رئیس گمرک خرمشهر بوده و کشته‌شده، مردی که مدام به فکر تسلیم شدن و نجات پول‌هایش است و یک امدادگر به نام هانیه که دو نوزاد را با خود آورده، حضور دارند. افسر عراقی که در اطراف بیمارستان به اسارت درآمده هم با آنهاست. در کنار رودی، جعبه حامل دو نوزاد به روی آب می‌افتد و وقتی راننده برای نجات دادن بچه‌ها خود را به آب می‌زند، نیروهای عراقی از آن طرف رود او را می‌کُشند. دو نوزاد نجات می‌یابند اما یکی از آنها بین راه می‌میرد. شش همسفر به جاده ای می‌رسند و تصمیم می‌گیرند به دو گروه تقسیم شوند: دکتر کسری، هانیه و اسیر عراقی به همراه نوزاد به یک سمت می‌روند و سه نفر باقیمانده به سمتی دیگر. دکتر کسری و همراهانش به یک ریوی عراقی می‌رسند و پشت آن سوار می‌شوند. در این بین آنها شاهد بردن سه همسفر قبلی خود هستند که توسط عراقی‌ها به اسارت گرفته شده‌اند. در کنار رود، اسیر عراقی به دکتر کسری قایقی را نشان می‌دهد تا با آن بگریزند. کسری و هانیه خود را به قایق می‌رسانند و پس از ساکت کردن نوزاد، اسیر عراقی را بر جا می‌گذارند و خود دور می‌شوند. صبح فردا قایق آنها هدف گلوله هواپیمای دشمن قرار می‌گیرد. کسری و هانیه ناچار می‌شوند قایق را ترک کنند و نوزاد را درون جعبه ای در رودخانه رها کنند. صدای مادرش در دوردست، نوید پیروزی را در آینده می‌دهد. این فیلم در شهر آبادان و خرمشهر فیلم‌برداری شد.

## بازیگران
- خسرو شکیبایی
- گلچهره سجادیه
- سعید پورصمیمی
- محمود پاک‌نیت
- محمدرضا مشاک‌زاده
- محسن زهتاب
- ابوالفضل صدیق‌شریف
- فخرالدین صدیق‌شریف
- سید مجید زارع کار
- شیوا کردی
- شهین ثمری
- محسن نکویی‌نژاد
- علی اکبر شالیزادگان
- یوسف جوکار
- اصغر نقی‌زاده
- هنگامه فرازمند
- محمودرضا ثانی

## جوایز
- برنده سیمرغ بلورین بهترین بازیگر نقش اول زن
- برنده سیمرغ بلورین بهترین موسیقی متن
- برنده سیمرغ بلورین بهترین طراحی صحنه و لباس
- برنده سیمرغ بلورین بهترین فیلمبرداری
- برنده سیمرغ بلورین بهترین صدابرداری
- برنده سیمرغ بلورین بهترین جلوه‌های ویژه
- برنده سیمرغ بلورین جایزه ویژه هیئت داوران